# Perpetual Flame
Perpetual Flame è il quattordicesimo album in studio del chitarrista Yngwie Malmsteen. Questo è il primo album con il nuovo cantante, l'ex-Judas Priest Tim "Ripper" Owens ed è stato autoprodotto da Malmsteen. Da segnalare anche la partecipazione dell'ex-tastierista dei Dream Theater, Derek Sherinian.

## Tracce
1. Death Dealer (Malmsteen) - 5:26
2. Damnation Game (Malmsteen) - 5:04
3. Live To Fight (Another Day) (Malmsteen) - 6:13
4. Red Devil (Malmsteen) - 4:07
5. Four Horsemen (Of the Apocalypse) (Malmsteen) - 5:23
6. Priest of the Unholy (Malmsteen) - 6:47
7. Be Careful What You Wish For (Malmsteen) - 5:29
8. Caprici di Diablo (Malmsteen) - 4:28
9. Lament (Malmsteen) - 4:31
10. Magic City (Malmsteen) - 7:26
11. Eleventh Hour (Malmsteen) - 8:03
12. Heavy Heart (Malmsteen) - 5:58

## Formazione
- Yngwie Malmsteen - chitarra solista e ritmica, basso, seconda tastiera, voce in "Magic City"
- Tim "Ripper" Owens - voce
- Derek Sherinian - tastiere
- Patrick Johansson - batteria
- Roy Z - Mixaggio